# Dragutin Bratulić
Dragutin Bratulić je bivši hrvatski nogometaš. Cijelu karijeru, od 1926-1938, branio je za Građanski Zagreb.
Za jugoslavensku reprezentaciju zaigrao je tri puta. To je bilo na trima utakmicama koje su se igrale na Balkanskom kupu u Ateni na kojem je Jugoslavija osvojila zlatnu medalju: 23. prosinca 1934. godine protiv Grčke, 25. prosinca 1934. protiv Bugarske te 1. siječnja 1935. protiv Rumunjske. Na svima je ušao kao zamjena Bartulu Čuliću.